# Mantronix: The Album
Mantronix: The Album è l'album d'esordio del gruppo hip hop statunitense Mantronix. Pubblicato nel 1985, è distribuito dalla Sleeping Bag Records.

## Recensioni
| Recensione      | Giudizio   |
| --------------- | ---------- |
| AllMusic        | [ 1 ]      |
| Mojo            | [ 2 ]      |
| Pitchfork       | 8.1/10     |
| Rhapsody        | (Positive) |
| sputnikmusic    | [ 5 ]      |
| Top Ten Reviews | [ 6 ]      |

NME inserisce l'album al decimo posto nella lista dei migliori album del 1986.
Entusiastica la recensione di Alex Henderson per AllMusic, che assegna un giudizio perfetto di cinque stelle su cinque all'album. Henderson scrive:
«Curtis "Mantronik" Khaleel è stato spesso citato come colui la cui missione era «portare il rap un passo oltre le strade» e l'innovativo produttore/mixmaster raggiunge l'obbiettivo nell'album d'esordio dei Mantronix, Mantronix: The Album. Questo eccellente LP del 1985 è stato molto più avanti del suo tempo; mentre il rap di MC Tee è puro hip hop newyorkese di metà anni ottanta, la produzione è tutto tranne che convenzionale [...] l'alta tecnologia e la produzione futuristica dell'album, lo distinguono dagli altri dischi dell'hip hop newyorkese prodotti nella metà degli anni ottanta e anche se uno dei brani è intitolato Hardcore Hip-Hop, i Mantronix non si avvicinano all'hardcore hip hop. Mantronix: The Album è andato meglio nella musica dance, nell'electro funk e nei club rispetto a quanto ha fatto tra gli appassionati di hardcore rap. Ma questo è sicuramente un prodotto hip hop, oltre a essere la pubblicazione più importante dei Mantronix».

## Tracce
1. Bassline – 5:26 (Kurtis Mantronik, MC Tee)
2. Needle to the Groove – 3:41 (Mantronik, MC Tee)
3. Mega-Mix – 5:35 (Mantronik, MC Tee)
4. Harcore Hip-Hop – 6:18 (Mantronik, MC Tee)
5. Ladies – 6:55 (Mantronik, MC Tee)
6. Get Stupid "Fresh" Part I – 3:52 (Mantronik, MC Tee)
7. Fresh Is the Word – 5:31 (Mantronik, MC Tee)

Durata totale: 37:18

## Classifiche

### Classifiche settimanali
| Classifica (1985)         | Posizione massima |
| ------------------------- | ----------------- |
| US Top R&B/Hip-Hop Albums | 47                |